# Варке (Терамо)
Варке (итал. Varche) је насеље у Италији у округу Терамо, региону Абруцо.
Према процени из 2011. у насељу је живело 33 становника. Насеље се налази на надморској висини од 420 м.